# Xã Cross Village, Michigan
Xã Cross Village (tiếng Anh: Cross Village Township) là một xã thuộc quận Emmet, tiểu bang Michigan, Hoa Kỳ. Năm 2010, dân số của xã này là 281 người.